# Ново-Учалінський рудник
Ново-Учалінський рудник – гірничодобувне підприємство в Башкортостані.
Ново-Учалінське родовище відкрили у 1986 році лише за пару кілометрів на південь від великого Учалінського родовища, но основі якого з кінця 1950-х працював Учалінський гірничо-збагачувальний комбінат. Ново-Учалінське також мало великі запаси – 114 млн тон руди з середнім вмістом 0,74% міді та 2,7% цинку, проте залягало на великих глибинах – від 625 метрів.
Враховуючи наближення до завершення запасів Учалінського родовища, в 2008 та 2011 роках почали спорудження двох ухилів з Учалінського рудника до Ново-Учалінського родовища, при цьому один починався з підземних виробіток, а другій з борту Учалінського кар’єру. В 2018-му відбулась збійка цих ухилів на глибині 740 метрів і того ж року з Ново-Учалінського родовища вилучили першу руду. Саном на кінець 2020-го накопичений видобуток досягнув 1,7 млн тон.
Втім, проект розробки передбачає спорудження на Ново-Учалінському родовищі власної шахти. В 2017-му почалось будівництво стовбуру «Скіпо-Клітьовий», що має проектну глибину у 1470 метрів (в 2020 році повідомлялось, що завершити проходку цього стовбуру на глибину у 1,2 км планується в 2023-му). В межах другої та третьої черг планується спорудити вентиляційну свердловину глибиною 1090 метрів та діаметром 2,4 метра і ухил «Головний», що пройде з горизонту 850 метрів до горизонту у 1530 метрів.
Проектна потужність рудника після запуску трьох черг становитиме 4,5 млн тон ріди на рік.
Видобута руда надходить на Учалінську збагачувальну фабрику.